# Enicmus atriceps
Enicmus atriceps là một loài bọ cánh cứng trong họ Latridiidae. Loài này được Hansen miêu tả khoa học năm 1962.